# آنتی‌بیوتیک
پادزیست یا آنتی‌بیوتیک (به فرانسوی: Antibiotique) به‌صورت کلی فراورده یا ماده‌ای است که از یک میکروارگانیسم تولید یا از آن گرفته می‌شود و میکروارگانیسم‌های دیگر را از میان می‌برد یا مانع رشد آن‌ها می‌شود. آنتی‌بیوتیک یک زیست‌کش است. اما در کاربرد معمول‌تر این تعریف شامل گونه‌های صناعی آنتی‌بیوتیک‌ها همچون سولفونامیدها و کینولون‌ها می‌شود. گونه‌های مختلف آنتی‌بیوتیک‌ها از لحاظ ویژگی‌های شیمیایی، فیزیکی، داروشناسی، دامنهٔ ضدمیکروبی و سازوکار کارکرد با هم متفاوت هستند.
آنتی‌بیوتیک‌های گسترده‌اثر، آن‌هایی هستند که در برابر گونه‌های مختلف میکروارگانیسم‌ها فعال هستند. مانند تتراسایکلین که در برابر بسیاری از باکتری‌های گرم مثبت، کلامیدیا، مایکوپلاسما و ریکتزیاها مؤثر است. آنتی‌بیوتیک‌های با دامنهٔ محدود، آن‌هایی هستند که تنها در برابر یک میکروب یا دامنهٔ بسیار محدودی از میکروب‌ها فعال هستند؛ مانند وانکومایسین که بیشتر دربرابر کوکسی‌های گرم-مثبت مانند استافیلوکوک‌ها و انتروکوک‌ها مورد استفاده قرار می‌گیرد.
آنتی‌بیوتیک‌ها، ترکیباتی شیمیایی هستند که از دو راه طبیعی و ساختگی به‌دست می‌آیند. آنتی‌بیوتیک‌های طبیعی از میکروارگانیسم‌هایی مانند قارچ‌ها و باکتری‌ها گرفته می‌شوند و گروه دیگر، با طی فرآیندهای شیمیایی و آزمایشگاهی تولید می‌شوند. آنتی‌بیوتیک‌ها به دو گروه عمده تقسیم می‌شوند:
آنتی‌بیوتیک‌های باکتری‌کش، که باعث کشتن سلول بیماری‌زا می‌شوند و آنتی‌بیوتیک‌های مهارگر باکتری، که باعث توقف رشد باکتری‌های بیماری‌زا می‌شوند.

## تاریخچه
مدت‌ها پیش از کشف پنی‌سیلین بشر آموخته بود به‌طور تجربی برخی مواد خام را به عنوان عامل ضدمیکروب به‌کار گیرد. ۶۰۰–۵۰۰ سال پیش از میلاد، چینی‌ها شیره کپک زده لوبیای شور را برای درمان عفونت‌ها به‌کار می‌بردند. اصطلاح آنتی‌بیوز (Antibiosis) نخستین بار در سال ۱۸۸۹ به‌وسیلهٔ ویلمین برای توجیه ماهیت رقابتی جوامع زیست‌شناختی که در آن تنها قوی‌ترین و اصلح‌ترین زنده می‌ماند به‌کار برده شد و چند سال بعد این اصطلاح برای آنتاگونیسم میکروارگانیسم‌ها نیز مورد استفاده قرار گرفت.
کشف نخستین ماده آنتی‌بیوتیک به سال ۱۹۲۸ توسط الکساندر فلمینگ صورت گرفت، او به‌طور اتفاقی متوجه اثر ضدباکتریایی مادهٔ مترشحه توسط قارچ پنی‌سیلیوم نوتاتوم شد. هاوارد فلوری، این ماده را تخلیص کرد و با تجویز آن، موفق به درمان عفونت‌ها به روش سیستمیک شد. پس از این یافته، دانشمندان، مواد طبیعی دیگری را هم به‌عنوان آنتی‌بیوتیک از جمله تتراسایکلین، استرپتومایسین و سفالوسپورین‌ها به‌دست آوردند. پس از شناسایی ساختار این مواد توسط شیمیدان‌ها، با ایجاد تغییرات در آن‌ها گونه‌های صناعی آنتی‌بیوتیک‌ها تولید شدند. در نهایت گونه‌های جدید کاملاً صناعی آنتی‌بیوتیک‌ها با اثربخشی بیشتر و ثبات شیمیایی بیشتر نیز تولید شدند.

## گونه‌های آنتی‌بیوتیک‌ها و سازوکار اثر

ساختار شیمیایی پنی‌سیلین

آنتی‌بیوتیک‌ها معمولاً بر اساس مکانیسم‌عمل، ساختار شیمیایی یا طیف فعالیت، طبقه‌بندی می‌شوند.

### مهارکنندهٔ ساخت دیوارهٔ سلولی باکتری
شامل گروه بتالا-کتام‌ها (پنی‌سیلین، سفالوسپورین‌ها، کارباپنم‌ها (مانند ایمی‌پنم)، باسیتراسین، آزترئونام و ونکومایسین) می‌شود.

### مهارکنندهٔ اثر آنزیم بتالاکتاماز
این آنزیم توسط برخی باکتری‌ها تولید شده و حلقهٔ بتا-لاکتام آنتی‌باکتری‌ها را تخریب می‌کند.
این آنتی‌بیوتیک‌ها شامل کلاوولانیک اسید، سولباکتام، تازوباکتام و آویباکتام می‌شود.

### تغییر در عملکرد غشای سلولی
این دسته با ایجاد تغییراتی در غشای سلولی باعث افزایش نفوذپذیری و در نتیجه، تخریب غشای سلولی می‌شوند که شامل پلی‌میکسین، عوامل ضد قارچ پلی‌ان (نیستاتین و آمفوتریسین بی) و داپتومایسین.

### مهارکنندهٔ پروتئین‌سازی
مهار سنتز پروتئین از دو مسیر ممکن می‌شود:
الف) از طریق محدود کردن زیرواحد کوچک ریبوزوم پروکاریوتی: شامل دستهٔ آمینوگلیکوزیدها (مانند جنتامایسین) و دستهٔ تتراسایکلین‌ها می‌شود.
ب) از طریق محدود کردن زیرواحد بزرگ ریبوزوم پروکاریوتی: شامل دستهٔ ماکرولیدها، دستهٔ لینکلوزامیدها، کلرامفنیکل، کلیندامایسین، لینزولید و استرپتوگرامین می‌شود.

### مهارکنندهٔ همانندسازی دی‌اِن‌اِی
شامل دستهٔ فلوروکینولون‌ها و مترونیدازول می‌شود.

### مهارکنندهٔ رونویسی آراِن‌اِی
شامل ریفامپین می‌شود.

### مهارکنندهٔ سنتز فولیک اسید
شامل دستهٔ سولفونامیدها و تری متوپریم می‌شود.

### مهارکنندهٔ سنتز مایکولیک‌اسید
شامل ایزونیازید می‌شود.

## تولید
با پیشرفت‌های شیمی دارویی، بیشتر مواد ضدباکتری مدرن، ترکیباتی نیمه‌مصنوعی از مواد طبیعی مختلف هستند. برای مثال، آنتی‌بیوتیک‌های بتا-لاکتام شامل پنی‌سیلین‌ها (تولیدشده توسط قارچ‌های سرده پنی‌سیلیوم)، سفالوسپورین‌ها و کارباپنم‌ها می‌شود. ترکیبات ضدباکتری که همچنان از موجودات زنده تهیه می‌شوند، آمینوگلیکوزیدها هستند. سایر ترکیبات ضدباکتری مانند سولفونامیدها، کینولون‌ها و اکسازولیدون‌ها، صرفاً از طریق سنتز شیمیایی تولید می‌شوند. بسیاری از ترکیبات ضدباکتری مولکول‌های نسبتاً کوچکی با جرم مولکولی کمتر از ۱۰۰۰ دالتون هستند.

## ویژگی‌های برخی از آنتی‌بیوتیک‌های متداول
| آنتی‌بیوتیک    | تاریخ کشف | منبع                  | ماهیت شیمیایی | موارد مصرف اختصاصی                                                                                 |
| پنی‌سیلین      | ۱۹۲۹      | پنی‌سیلیوم نوتاتوم     | دی‌پپتید       | علیه باکتری‌های گرم-مثبت، گونوکک‌ها، مننگوکوک‌ها و اسپیروکت‌ها                                         |
| استرپتومایسین | ۱۹۴۴      | استرپتومایسس تری رئوس | گلوکوزید بازی | علیه سالمونلا و در درمان بیماری سل                                                                 |
| نئومایسین     | ۱۹۴۹      | استرپتومایسس فرادی    | آمینوگلیکوزید | علیه باکتری‌های گرم مثبت و منفی و به‌کار رفتن آن به عنوان ضدعفونی‌کننده موضعی و عمومی                 |
| نیستاتین      | ۱۹۵۱      | استرپتومایسس نورسئی   | نامشخص        | مؤثر علیه قارچ کاندیدا آلبیکنس و سایر قارچ‌ها                                                       |
| کانامایسین    | ۱۹۵۷      | استرپتومایسس نیوئوس   | آمینوگلیکوزید | مؤثر علیه استافیلوکوکوس طلایی و اغلب باکتری‌های گرم منفی به جز سودوموناس و درمان عفونت مجاری ادراری |

## ویژگی‌های آنتی‌بیوتیک موفق برای درمان بیماری‌ها
یک آنتی‌بیوتیک وقتی می‌تواند برای درمان بیماری‌ها با موفقیت به‌کار رود که دارای ویژگی‌های زیر باشد.
روی عامل بیماری اثر داشته باشد بدون اینکه آثار جانبی سمی قابل توجهی ایجاد نماید.
باید به حد کافی پایدار باشد به‌طوری‌که بتوان آن را از محیط کشت جدا نمود و برای مدت معقولی ذخیره کرد بدون اینکه اثرش کاهش یابد.
سرعت سم‌زدایی و دفع دارو از بدن به گونه‌ای باشد که غلظت کافی را برای مدت معینی در خون نگاه داشته و احتیاجی به دوزهای مکرر نباشد.
دفع دارو به حد کافی سریع و کامل باشد و پس از قطع مصرف دارو به‌طور کامل دفع گردد.

## مقاومت علیه آنتی‌بیوتیک‌ها
مقاومت به آنتی‌بیوتیک یعنی میکروب‌های بیماری‌زا که برای مبارزه با آنان آنتی‌بیوتیک استفاده می‌شوند، با جهش ژنی نسبت به این داروها مقاومت پیدا کنند و نسل‌های جدیدی به وجود بیایند که نتوان با آن‌ها مبارزه کرد. از مهم‌ترین عوامل این پدیده، مصرف خودسرانه یا بیش از حد آنتی‌بیوتیک‌ها است.
این پدیده کل جامعه انسانی را به خطر می‌اندازد به‌طوری‌که خطر آن را به تروریسم تشبیه کرده‌اند.
در هر یک میلیون تقسیم سلولی یک جهش‌یافته را می‌توان یافت که به یک آنتی‌بیوتیک مقاوم باشد. هر گاه این جهش در بیمار تحت درمان با آنتی‌بیوتیک رخ دهد، سلول جهش‌یافته، قدرت زنده ماندن بیشتری از سایر میکروارگانیسم‌های میزبان را دارا بوده و در مدت کوتاهی تعداد آن‌ها افزایش می‌یابد و از این رو، درمان با همان آنتی‌بیوتیک نتیجهٔ مطلوبی به دست نمی‌دهد؛ و باید آنتی‌بیوتیک دیگری جایگزین آن شود.

## چشم‌انداز
آنتی‌بیوتیک‌ها از شایع‌ترین داروهای مورد استفادهٔ نابه‌جا هستند. نتیجه کاربرد وسیع آنتی‌بیوتیک‌ها به وجود آمدن عوامل بیماری‌زای مقاوم بوده که خود نیاز به تولید همیشگی گونه‌های جدیدتر آنتی‌بیوتیک‌ها را ایجاد کرده. سرعت توسعهٔ داروهای جدیدتر، کاهش قابل‌توجهی یافته‌است؛ لذا لازم است در آینده از تجویز غیرضروری این داروها توسط پزشکان پرهیز شود. این تجویزها که به‌طور گسترده و معمولاً توسط درخواست شدید بیماران و کمبود وقت پزشکان در اقدامات تشخیصی صورت می‌گیرد لازم است به سمت تجویز محتاطانه و دقیق آنتی‌بیوتیک‌ها پیش برود. مطابق آمارهای وزارت بهداشت ایران، مصرف آنتی‌بیوتیک در کشور روند بالایی یافته به‌طوری‌که در بیش از نیمی از نسخه‌های پزشکی که تجویز می‌شود حداقل یک آنتی‌بیوتیک وجود دارد.
برخی متخصصان، عوارض دیگری را نیز برای استفاده بیش از حد آنتی‌بیوتیک‌ها بر می‌شمرند. آن‌ها اعتقاد دارند که مصرف آنتی‌بیوتیک‌ها به عنوان یکی از دلایل معضل چاقی بشر است.